# Ana de Zaballa Beascoechea
Ana de Zaballa Beascoechea (Guecho, Vizcaya, España, 3 de noviembre de 1958) es una investigadora, escritora e historiadora española. Profesora de Historia de América en la Universidad del País Vasco. Es miembro de la Asociación de Historiadores Latinoamericanistas Europeos y de la Sociedad de Estudios Vascos. Autora de numerosos estudios sobre la Historia de la evangelización, los mesianismos y el papel de los vascos en el Nuevo Mundo.

## Trayectoria
Ana de Zaballa Beascoechea nació el 3 de noviembre de 1958 en Guecho, en la provincia de Vizcaya. Se licenció en Geografía e Historia en la Universidad de Valladolid en 1981 y se doctoró en Historia de la Iglesia en la Universidad de Navarra en y en Historia de América en la Universidad del País Vasco. Es profesora titular de Historia de América en la Universidad del País Vasco.
Fue responsable del Programa de Doctorado del departamento de Historia Medieval Moderna y de América de la Universidad del País Vasco entre 1999 y 2005. Impartió docencia en la Universidad Nacional Autónoma de México, en el Programa de máster del Ateneo Regina Apostolorum de la Universidad Francisco de Vitoria y en la Universidad de Roma. Obtuvo una beca de investigación en la Biblioteca John Carter Brown y fue investigadora invitada en el Instituto Max-Planck- für Rechtsgeschichte und Rechtstheorie.
Es miembro de la Asociación Española de Americanistas, donde ocupó el papel de secretaria (1996-2000) y de Vicepresidenta segunda (2000-2004). También es miembro de la Asociación de Historiadores Latinoamericanistas Europeos y de la Sociedad de Estudios Vascos desde el año 1991.
Recibió el premio extraordinario de doctorado en el año 1991 por la Universidad del País Vasco y ha sido evaluadora de Proyectos de Investigación en los últimos 8 años.

## Líneas de investigación
La investigación y docencia de Ana de Zaballa Beascoechea se centra en dos líneas de investigación. Por un lado, la Historia religiosa en la América virreinal, estudiando aspectos como la evangelización, las corrientes utópicas y en los mesianismos. Por otro lado, la Historia de las Mentalidades, especialmente en el papel y relevancia de los vascos en la Indias. 
A raíz de estas líneas de investigación, la historiadora vasca, participado en un gran número de conferencias y proyectos de investigación. Podemos destacar: "Imagen e imágenes de la emigración vasca a América: identidad e imaginario colectivo" (1835-2002), UPV, 2003-2005; "Emigración y devoción: los individuos y las congregaciones de naturales vasco-navarras (XVI-XIX)", UPV, 2007-2008 y "Creencias, usos y costumbres indígenas y la Justicia eclesiástica en la América virreinal", Ministerio de Educación y Ciencia, 2005-2008. Organizó diversos encuentros y reuniones científicas, el primer encuentro internacional del Seminario de “Historia judicial y de la justicia en la Hispanoamérica virreinal”, organizó el Seminario Internacional “La visita episcopal en la América Hispánica: gobierno de la diócesis  y ejercicio de la justicia entre Roma y Madrid” que tuvo lugar en la Facultad de Letras de Vitoria.

## Obras
Libros:
- De Zaballa Beascoechea, A y Lanchas Sánchez, Ianire (2014). Gobierno y reforma del obispado de Oaxaca. Un libro de cordilleras del obispo Ortigosa. Ayoquezco, 1776-1792. Universidad del País Vaco, Servicio de Publicaciones.[5]
- De Zaballa Beascoechea, A. (Ed.). (2011). Los indios, el Derecho Canónico y la justicia eclesiástica en la América virreinal. Iberoamericana.[6]
- De Zaballa Beascoechea, A. y Traslosheros Hernández, Jorge. (2010). Los indios ante los foros de justicia religiosa en la Hispanoamérica virreinal. Instituto Investigaciones Históricas. UNAM. México.

Artículos:
- De Zaballa Beascoechea, A. D. (2022). ‘Una vida religiosa’. La Iglesia en la Monarquía Hispánica (siglos XVI-XVII), poder, cultura y dinámicas sociales.[7] HUARTE DE SAN JUAN. Geografía e Historia N. 29/Geografìa eta Historia 29. Z. Pamplona: Universidad Pública de Navarra/Nafarroako Unibertsitate Publikoa, 2022. 7-13.
- De Zaballa Beascoechea, A. (2021). La visita pastoral como fuente privilegiada para la historia local: un ejemplo de la Nueva España en los siglos XVII y XVIII. Revista de humanidades, (43), 221-242.[8]
- De Zaballa Beascoechea, A., & Ugalde-Zaratiegui, A. (2019). La primera parte de la Visita general de Francisco de Aguiar y Seijas (1682-1698): gobierno y reforma en el arzobispado de México. Anuario de Historia de la Iglesia, 28, 71-99.[9]
- De Zaballa-Beascoechea, A. (2019). Presentación. Las visitas pastorales en la América hispana. Anuario de historia de la Iglesia, (28), 15-21.[10]
- De Zaballa Beascoechea, A. (2019). Indian Marriage Before and After the Council of Trent: From pre-Hispanic Marriage to Christian Marriage in New Spain. Rechtsgeschichte-Legal History, (27), 90-104.[11]
- De Zaballa Beascoechea, A. (2016). Introducción Matrimonio en los siglos XVI-XVIII: derecho canónico, conflictos y realidad social. Revista Complutense de Historia de América, 42, 11-14.[12]
- De Zaballa Beascoechea, A. (2016). Una ventana al mestizaje: el matrimonio de los indios en el Arzobispado de México, 1660-1686. Revista complutense de historia de América, 42, 73-96.[13]
- De Zaballa Beascoechea, A. (2016). PROMISES AND DECEITS” Marriage among Indians in New Spain in the Seventeenth and Eighteenth Centuries. The Americas, 73(1), 59-82.[14]
- De Zaballa, A. (2002). La Venida del Mesías de Manuel Lacunza Primeras ediciones y críticas. Anuario de Historia de la Iglesia, (11), 115-127.[15]
- De Zaballa Beascoechea, A. (2001). La discusión conceptual sobre el milenarismo y mesianismo en Latinoamérica. Anuario de Historia de la Iglesia. (10). 353-362.[16]
- De Zaballa-Beascoechea, A & González-Ayesta, C. (1995). La Nueva Jerusalén en el bajomedievo y en el renacimiento hispano-americano. Anuario de Historia de la Iglesia. (4), 199-233.[17]
- De Zaballa Beascoechea, A. (1994). Bibliografía para el estudio de la Inquisición en Indias. Anuario de Historia de la Iglesia, (3), 273-292.[18]
- De Zaballa Beascoechea, A. (1993). Bibliografía para el estudio de la implantación de la Iglesia en América. Anuario de Historia de la Iglesia, (2), 199-224.[19]
- De Zaballa Beascoechea, A. (1992). Visión providencialista de la actividad política en la América española (siglo XVI). Anuario de Historia de la Iglesia, (1), 287-304.[20]
- De Zaballa Beascoechea, A. (1990). La discusión sobre el joaquinismo novohispano en el siglo XIV en la historiografía reciente. Quinto Centenario (16), 173-190.[21]
- De Zaballa Beascoechea, A. (1987). Sobre los capítulos perdidos de los «Coloquios» sahaguntianos. Una hipótesis de reconstrucción crítica. Scripta theologica, 19(3), 771-793.[22]

Tesis
- De Zaballa Beascoechea, A. (1991). El providencialismo en Nueva España en el Siglo XVI (Tesis Doctoral, Universidad del País Vasco-Euskal Herriko Unibertsitatea).
- De Zaballa Beascoechea, A. (1988). Estudio histórico-teológico del Libro de los coloquios de Bernardino de Sahagún (Tesis Doctoral, Universidad de Navarra)